# Havrincourt
Havrincourt település Franciaországban, Pas-de-Calais megyében. Lakosainak száma 357 fő (2022. január 1.). Havrincourt Graincourt-lès-Havrincourt, Metz-en-Couture, Neuville-Bourjonval, Ruyaulcourt, Trescault, Boursies, Flesquières, Ribécourt-la-Tour és Hermies községekkel határos.

## Népesség
A település népességének változása:
| Lakosok száma | 421  | 408  | 412  | 403  | 403  | 405  | 389  | 373  | 357  |
|               | 2013 | 2015 | 2016 | 2017 | 2018 | 2019 | 2020 | 2021 | 2022 |